# Antilegomenák
Az antilegomenák ( görögül ἀντιλεγόμενα ) olyan keresztény vallási szövegek, amelyek hitelessége vagy értéke vitatott vagy korábban az volt.  
Eusebius az Egyháztörténetében (325 körül) azokra a keresztény iratokra használta ezt a kifejezést, amelyek „ellentmondásosak” voltak a korai kereszténységben az újszövetségi kánon lezárása (4. század) előtt. Két különálló csoportra használta a kifejezést:
- azok a könyvek, amelyeket a legtöbben jól ismertek és kanonikusnak ismernek el, amelyek közül Jakabot, Júdást, 2. Pétert, 2. és 3. Jánost nevezi meg;
- azok, amelyeket nem hitelesnek tartott, mint például Pál cselekedetei, Hermasz pásztora, Péter Apokalipszise, Barnabás levele és a Didaché.

Az antilegoménákat széles körben olvasták az ókeresztény egyházban, de később nézeteltérés alakult ki abban, hogy az adott szövegek megérdemlik-e a kánoni státuszt vagy sem.

## Újszövetség
Az ókeresztény egyházban antilegomena könyvek voltak többek között:
- Jakab levele,
- Júdás levele,
- Péter második levele,
- János második levele
- János harmadik levele
- A jelenések könyve,
- Héberek evangéliuma,
- A zsidókhoz írt levél,
- Péter apokalipszise,
- Hermasz pásztora
- Barnabás levele,
- Pál apostol cselekedetei
- Didakhé.

A mai kánonban levők:
1. A zsidókhoz írt levelet csak a 4. században fogadták el véglegesen a nyugati egyházban, mivel szerzője kérdéses volt, az apostoli szerzőséget pedig a kanonicitás egyik legfontosabb ismérvének tekintették. A keleti egyházban viszont Pál levelének tekintették kezdettől fogva, és könnyen elfogadták. Napjainkban ugyanakkor erősen kétségbe vonják, hogy Pál volt a szerzője.[4]
2. Jakab levelét Pál megigazulás-tanával való látszólagos ellentéte miatt kérdőjelezték meg egyesek, tehát a tartalmi hitelesség oldaláról vált kétségessé. Luther Márton például, ahogy a deuterokanonikus könyveket apokrif címszó alatt az Ószövetsség után hozta, a tartalomjegyzékben pedig számozatlanul hagyta, úgy Szent Jakab levelét is az Újszövetség után külön hozta, és a könyv nem kapott sorszámot Luther Újszövetségfordításában. Órigenész, Euszebiosz, Szent Jeromos, Hippói Szent Ágoston és mások rámutattak azonban kiegészítő jellegére Pál leveleinek tanításaihoz képest, és támogatták kanonikusságának elismerését.
3. Péter második levelének péteri szerzőségét is vitatták azon az alapon, hogy stílusában eltér Péter első levelétől. A különbözőségek mellett azonban – amit a téma mássága indokol – nagyon sok belső hasonlóság is van a két levél között nyelvileg és tartalmilag egyaránt. Ez esetben is az előző pontban felsorolt tekintélyes ókori egyházi tanítók támogatták a levél kanonizálását.
4. János második és harmadik levele személyes jellegük miatt nem terjedtek el széles körben a korai időkben, kanonizálásuk egyrészt ezért késett. Másrészt a szerző nem apostolnak, hanem presbiternek, vénnek nevezi magát. Az alábbi érvek támogatták viszont kanonizálásukat: a stílus és a gondolatok hasonlósága az apostol első levelével, valamint Péter apostol hasonló szóhasználata, aki szintén presbiternek nevezi magát (Péter első levele 5,1).
5. Júdás levele a hitelesség szempontjából vált megkérdőjelezetté, ugyanis az Énokh könyve című apokrif iratból idéz (14–15. vers). Nyilvánvaló lett azonban, hogy csak a maga céljainak megfelelő részletet ragadja ki, olyan jelleggel, ahogy Pál is idéz pogány görög szerzőktől (Az Apostolok cselekedetei 17,28; Első levél a korintusiaknak 15,32; Levél Titusznak 1,12). Egyáltalán nem hitelesíti a művet mint egészet, nem a szent írások idézésénél használt formulával idézi. Egyesek bizonytalannak tartják Énokh könyve Kr. e. 1. századra datálását is, és azt vallják, hogy a könyv későbbi, és Énokh könyve idéz Júdás leveléből, és nem fordítva.
6. A jelenések könyve a korai egyházatyák írásainak tanúsága szerint a homologoumena, vagyis a mindenki által egyetemesen elfogadott könyvekhez tartozott a 3. század közepéig. Akkor Alexandriai Dionüsziosz alexandriai püspök megkérdőjelezte hitelességét, mert a montanisták eretnek irányzata ennek a könyvnek téves értelmezésére alapozta millenista nézeteit. Nyilvánvalóvá lett azonban, hogy egy ilyen visszaélés miatt nem rekeszthető ki a kánonból A jelenések könyve, amely egyébként a kanonikusság minden kívánalmának megfelel.

## Ószövetség
Az ószövetségi kánonban levő egykori antilegomena könyvek a következők:
1. Salamon Énekek éneke könyvének kanonikusságát vonta kétségbe Sammáj iskolája a Kr. u. 1. században arra hivatkozva, hogy egyesek érzékinek találják.
2. Eszter könyve iránt támasztottak kétségeket egyesek arra hivatkozva, hogy nem lelki, Isten neve elő sem fordul benne.
3. Ezékiel könyvét is megkérdőjelezte Sammai iskolája, mert a mózesi törvénnyel való harmónia hiányát állapította meg, az első tíz fejezetben pedig gnosztikus tendenciát vélt felfedezni.
4. A példabeszédek könyvével kapcsolatban az észrevétel az volt, hogy nem logikus, ellentmond önmagának.